# Antonino Prevost-Rousseau
Antonino Prevost-Rousseau fou un compositor i advocat francès nascut el 1821.
Després d'acabar la carrera de lleis emprengué l'estudi de la música, i el 1863 es donà conèixer per un poema musical en vuit parts, titulat Les poemes de la nature, que fou favorablement acollit. Després li seguiren una simfonia camperola titulada La Ferme, després la simfonia lírica Les Songes, i per acabar, l'òpera còmica en tres actes Rique à la houppe, sobre un conte de Charles Perrault.